# Jack Bensted
Jack Bensted – australijski zapaśnik walczący w obu stylach. Brązowy medalista mistrzostw Oceanii w 2010 roku. Medalista turniejów juniorskich.